# Akakij (Zaklinskij)
Akakij (světským jménem: Alexandr Ivanovič Zaklinskij; 3. března 1836, Riga – 16. září 1902, Moskva) byl ruský duchovní Ruské pravoslavné církve a biskup jenisejský a krasnojarský.

## Život
Narodil se 3. března 1836 v Rize jako syn kněze.
Roku 1847 nastoupil na Pskovské duchovní učiliště a následně na Pskovský duchovní seminář, který dokončil roku 1855. Poté pokračoval ve studiu na Petrohradské duchovní akademii.
Dne 16. září 1856 byl postřižen na monacha a přijal mnišské jméno Akakij. Dne 24. září byl rukopoložen na hierodiakona. Stal se diakonem v ruském chrámu v Konstantinopoli.
Roku 1858 procestoval Výhod a Západ.
Roku 1865 byl rukopoložen na jeromonacha a přijal mnišské jméno Akatij. 
Dne 14. října 1865 se stal učitelem na Rjazaňském duchovním semináři a 13. listopadu 1866 na Volyňském duchovním semináři.
Dne 16. srpna 1879 byl povýšen na igumena a jmenován inspektorem Voroněžského duchovního semináře.
Dne 2. února 1882 byl povýšen na archimandritu. Od 25. března byl rektorem Tomského duchovního semináře.
Dne 7. dubna 1891 proběhla v chrámu Svaté Trojice Alexandro-Něvské lávry jeho biskupská chirotonie na biskupa baltského a vikáře podolské eparchie.
Od 7. září 1891 byl biskupem jelizavetgradským a chersonské eparchie.
Dne 30. dubna 1894 byl ustanoven biskupem jenisejským a krasnojarským.
V Krasnojarsku nechal postavit honosný biskupský dům a přispěl k výstavbě nových budov Krasnojarského duchovního semináře.
Roku 1898 byl ze zdravotních důvodů penzionován, jako místo pobytu mu byl určen Znamenský monastýr v Moskvě a poté Pokrovský monastýr v Moskvě.
Zemřel 16. září 1902. Pohřben byl v Pokrovském monastýru.